# Primaire présidentielle écologiste française de 2001
Au printemps 2001, une primaire interne est organisée pour désigner le candidat des Verts à l'élection présidentielle de 2002. À l'issue de cette primaire, Alain Lipietz est désigné candidat du parti. Néanmoins, en octobre 2001, lors d'un référendum interne chez Les Verts pour savoir si Alain Lipietz doit être maintenu à la suite d'une prise de position controversée à propos des nationalistes corses, plus de 60 % des votants demandent son remplacement. Noël Mamère, candidat malheureux à la primaire, est désigné candidat du parti.

## Candidats
Les 5 candidats à départager sont :
- Alain Lipietz, député européen, ancien membre du PSU
- Noël Mamère, député de la 3e circonscription de la Gironde
- Yves Frémion, conseiller régional d'Île-de-France
- Étienne Tête, conseiller municipal de Caluire-et-Cuire
- Alice Crété

## Déroulement de la campagne
Entre le 3 et le 15 mai 2001, les cinq candidats participent à cinq débats thématiques dans cinq villes différentes.
Aucun sondage sur la primaire interne chez Les Verts n'est réalisé pendant la période du scrutin, mais la victoire de Noël Mamère semble la plus probable à la veille des résultats du premier tour.

## Résultats
Le 18 mai 2001, Noël Mamère arrive largement en tête du premier tour, mais sans toutefois obtenir assez de votes pour être désigné candidat du parti.
| Candidat | Candidat      | Voix  | %     |
| -------- | ------------- | ----- | ----- |
|          | Noël Mamère   | 2 573 | 42,78 |
|          | Alain Lipietz | 1 543 | 25,65 |
|          | Alice Crété   | 757   | 12,59 |
|          | Étienne Tête  | 584   | 9,71  |
|          | Yves Frémion  | 493   | 8,20  |

Les deux candidats arrivés en tête sont Noël Mamère et Alain Lipietz. Le second tour du 25 juin voit la victoire sur le fil d'Alain Lipietz, avec 91 voix d'avance sur un total de 6 593 bulletins.
| Candidat | Candidat      | Voix  | %     |
| -------- | ------------- | ----- | ----- |
|          | Alain Lipietz | 3 281 | 50,30 |
|          | Noël Mamère   | 3 190 | 48,90 |
|          | Votes blancs  | 122   | 0,80  |

Alain Lipietz est donc le candidat des Verts à l'élection présidentielle.

## Référendums internes et désignation de Noël Mamère
À la suite d'une prise de position controversée d'Alain Lipietz sur l'amnistie des nationalistes corses, Les Verts décident d'organiser un référendum le 13 octobre 2001 sur son maintien ou non comme candidat du parti. La question adressée aux adhérents des Verts était : « Souhaitez-vous qu'Alain Lipietz soit le candidat du parti à l'élection présidentielle ? »
| Réponse      | Voix  | %     |
| ------------ | ----- | ----- |
| Non          | 2 118 | 64.40 |
| Oui          | 1 157 | 35.20 |
| Votes blancs | 13    | 0.40  |

À la suite du référendum interne, Alain Lipietz est évincé du poste de candidat. Noël Mamère, qui avait échoué de peu à gagner la primaire et pressenti pour reprendre le titre de candidat, annonce alors son refus : « Ma décision de ne pas me présenter est irrévocable, et rien ne pourra me faire changer d'avis ». Finalement, il se propose pour être le candidat du parti, car Dominique Voynet, candidate du parti en 1995, refuse d'être à nouveau candidate. La direction des Verts approuve la nomination de Mamère à 66,70 % le 14 octobre 2001. 
| Choix                                | Voix | %     |
| ------------------------------------ | ---- | ----- |
| Pour la candidature de Noël Mamère   | 70   | 66,70 |
| Contre la candidature de Noël Mamère | 29   | 27,60 |
| Abstention                           | 6    | 5,70  |

Des proches d'Alain Lipietz lancent un « Appel à une résistance verte ». Les Verts soumettent ensuite la nomination de Mamère à référendum. La question adressée le 29 octobre 2001 aux adhérents des Verts était : « Souhaitez-vous que Noël Mamère soit le candidat du parti à l'élection présidentielle ? »
| Réponse    | Voix  | %     |
| ---------- | ----- | ----- |
| Oui        | 4 177 | 81,60 |
| Non        | 823   | 16,10 |
| Abstention | 120   | 2,30  |

Noël Mamère est donc le nouveau candidat des Verts à l'élection présidentielle.
Le 21 avril 2002, après avoir obtenu 5,25 % des voix au premier tour de l'élection présidentielle, il appelle à voter pour Jacques Chirac, afin de barrer la route à Jean-Marie Le Pen au second tour. Il est le premier candidat écologiste à avoir dépassé le score de 5 % lors d'un tel scrutin et d'avoir eu sa campagne remboursée.